# القوات البحرية الملكية المغربية
القوات البحرية الملكية المغربية هي الفرع البحري للقوات المسلحة المغربية تأسست في 1 أبريل 1960 من قبل محمد الخامس، من أجل حماية السواحل المغربية والتي تمتد على البحر الأبيض المتوسط والمحيط الأطلسي على مسافة 2952 كم. تُسير البحرية الملكية المغربية إداريًا من طرف الوزارة المنتدبة المكلفة بالدفاع، ولكنها تقبع تحت قيادة الملك محمد السادس القائد الأعلى ورئيس أركان الحرب العامة للقوات المسلحة المغربية.

## القيادة
المفتش العام للبحرية الملكية حالياً هو: الكونتر أميرال مصطفى العلمي.
وقد عين الملك محمد السادس بصفته القائد الأعلى ورئيس أركان الحرب العامة للقوات المسلحة الملكية المغربية سنة 2009 الأميرال محمد لغماري في منصب المفتش العام للبحرية الملكية ويعرف الأميرال محمد لمغاري بحنكته وكفائته، حيث شهدت القوات البحرية الملكية المغربية قفزة نوعية في فترة قيادته، وقد ظهر ذلك في اقتناء هذه الأخير لفرقاطة محمد السادس من نوع فريم الشبحية المتعددة المهام والتي تعتبر من القطع الحربية المتطورة، إضافة إلى ثلاثة كورفيتات خفيفة من نوع سيغما.

## رتب القوات البحرية

رتب القوات البحرية الملكية المغربية

تنطق رتب القوات المسلحة باللغة الفرنسية وليس باللغة العربية كما هو الحال في معظم الدول العربية والرتب العليا في القوات البحرية الملكية المغربية هي كالآتي:
- كونتر أميرال (عميد بحري)
- فيس أميرال (نائب أميرال) هي الرتبة الأعلى التي وصلها الضباط المغاربة، ويحملها الآن محمد المغاري مفتش البحرية الملكية
- فيس أميرال ديسكادر (نائب الأميرال الجناح)
- (أمير البحر) حاليا الملك محمد السادس هو مخول له حمل هذه الرتبة.

## القواعد البحرية

### أسماء القواعد البحرية
| اسم القاعدة             | موقعها        |
| ----------------------- | ------------- |
| القاعدة البحرية الاولى  | الدار البيضاء |
| القاعدة البحرية الثانية | الناظور       |
| القاعدة البحرية الثالثة | الداخلة       |
| القاعدة البحرية الرابعة | اكادير        |
| القاعدة البحرية الخامسة | القصر الصغير  |

### مشاة البحرية
• توجد الكتيبة الأولى لمشاة البحرية الملكية وفرقة خاصة من رجال الضفادع البشرية بقاعدة لمشاة البحرية بمنطقة آيت قامرة قرب الحسيمة.
•توجد الكتيبة الثالثة من مشاة البحرية الملكية بمنطقة العرقوب قرب مدينة الداخلة.

## المعدات

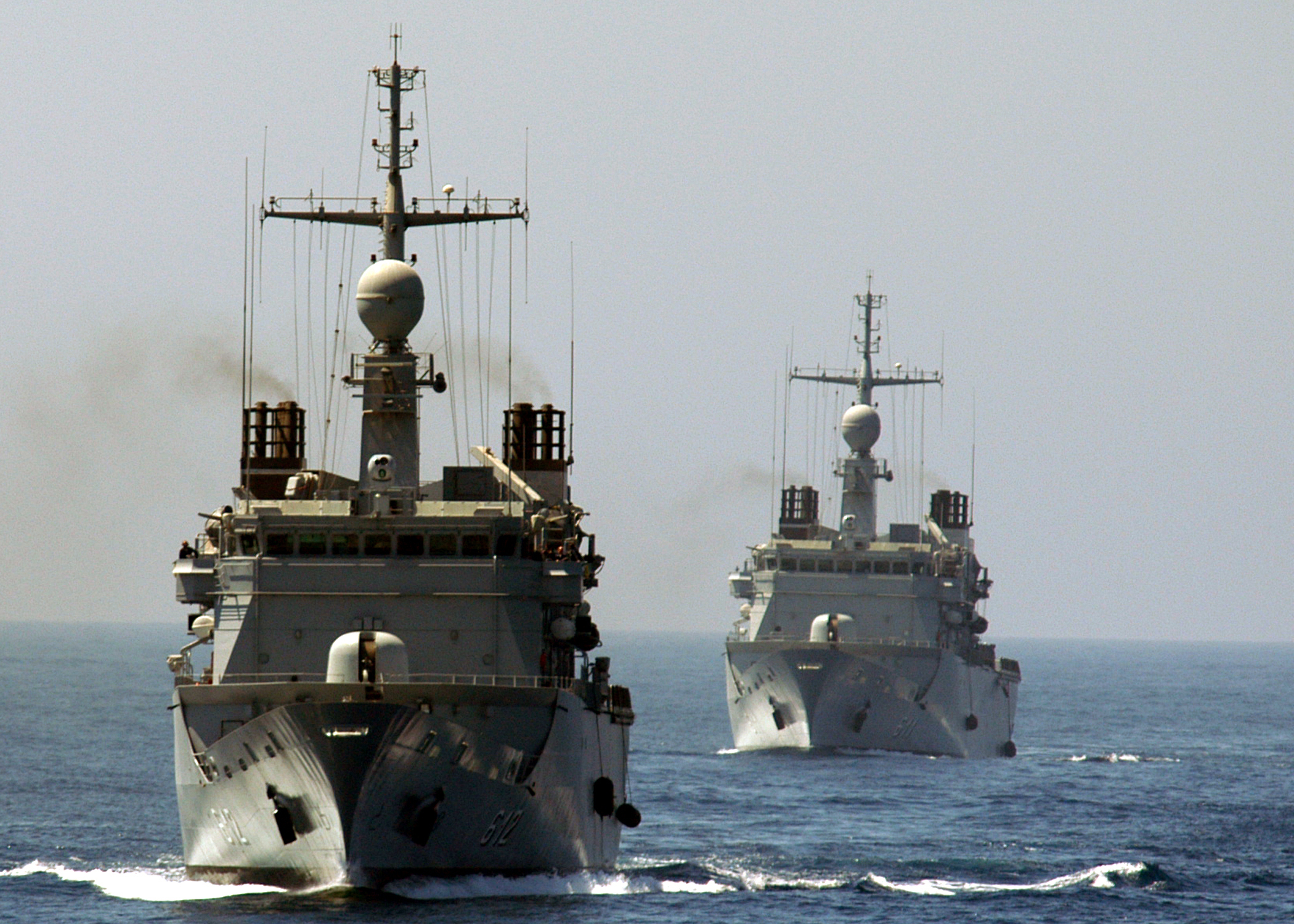
فرقاطات مغربية من فئة فلوريال اثناء مناورات مع البحرية الامريكية.

### السفن الحربية
| النوع            | الرقم       | السفينة               | الصورة                  | بلد الصنع      | في الخدمة   |
| فرقاطات (6)      | فرقاطات (6) | فرقاطات (6)           | فرقاطات (6)             | فرقاطات (6)    | فرقاطات (6) |
| ---------------- | ----------- | --------------------- | ----------------------- | -------------- | ----------- |
| فريم             | 701         | محمد السادس           |                         | فرنسا/ إيطاليا | 2014        |
| سيغما            | 615         | علال بن عبد الله      |                         | هولندا         | 2012        |
| سيغما            | 614         | السلطان مولاي إسماعيل | 2012                    | هولندا         |             |
| سيغما            | 613         | طارق بن زياد          |                         | هولندا         | 2011        |
| فلوريال          | 612         | الحسن الثاني          |                         | فرنسا          | 2002        |
| فلوريال          | 611         | محمد الخامس           | 2002                    | فرنسا          |             |
| كورفيت (1)       |             |                       |                         |                |             |
| ديسكوبيرتا       | 501         | المقدم الرحماني       |                         | إسبانيا        | 1983        |
| زوارق صواريخ (4) |             |                       |                         |                |             |
| لازاجا           | 304         | الخطابي               |                         | إسبانيا        | 1981        |
| لازاجا           | 305         | القايد بوتوبة         | 1981                    | إسبانيا        |             |
| لازاجا           | 306         | القايد الحارتي        | 1981                    | إسبانيا        |             |
| لازاجا           | 307         | القايد أزغارة         | 1982                    | إسبانيا        |             |
| زوارق دورية      |             |                       |                         |                |             |
| أو بي في-70      | 341         | بئر أنزران            | 341 Bir Anzaran         | فرنسا          | 2011        |
| أو بي في-64      | 318         | رايس بركاش            | 322 Raïs Al Mounastiri. | فرنسا          | 1995        |
| أو بي في-64      | 319         | رايس بريتال           | 322 Raïs Al Mounastiri. | فرنسا          | 1996        |
| أو بي في-64      | 320         | رايس الشرقاوي         | 322 Raïs Al Mounastiri. | فرنسا          | 1996        |
| أو بي في-64      | 321         | رايس معنينو           | 322 Raïs Al Mounastiri. | فرنسا          | 1997        |
| أو بي في-64      | 322         | رايس المنستيري        | 322 Raïs Al Mounastiri. | فرنسا          | 1997        |
| اوسبري 55        | 308         | اللاحق                |                         | الدنمارك       | 1987        |
| اوسبري 55        | 309         | التوفيق               | 1988                    | الدنمارك       |             |
| اوسبري 55        | 316         | الهمس                 | 1990                    | الدنمارك       |             |
| اوسبري 55        | 317         | القريب                | 1990                    | الدنمارك       |             |
| كورموران         | 310         | الملازم أول ربحي      |                         | إسبانيا        | 1988        |
| كورموران         | 311         | الرازق                | 1988                    | إسبانيا        |             |
| كورموران         | 312         | العقيد                | 1989                    | إسبانيا        |             |
| كورموران         | 313         | الماهر                | 1989                    | إسبانيا        |             |
| كورموران         | 314         | الماجد                | 1989                    | إسبانيا        |             |
| كورموران         | 315         | البشير                | 1989                    | إسبانيا        |             |
| بي آر-72         | 302         | عقبة                  |                         | فرنسا          | 1976        |
| بي آر-72         | 303         | تريكي                 | 1977                    | فرنسا          |             |
| دامن 1503        | 1-5         | غير محدد              |                         | هولندا         | 2016        |

### السفن البرمائية والمساعدة
| النوع                | الرقم              | السفينة               | الصورة             | في الخدمة          |
| سفن هجومية برمائية   | سفن هجومية برمائية | سفن هجومية برمائية    | سفن هجومية برمائية | سفن هجومية برمائية |
| -------------------- | ------------------ | --------------------- | ------------------ | ------------------ |
| باترال               | 402                | داود بن عائشة         |                    | 1977               |
| باترال               | 403                | أحمد الصقلي           | 1977               |                    |
| باترال               | 404                | أبو عبد الله العياشي  | 1978               |                    |
| نيوبورت              | 407                | سيدي محمد بن عبد الله |                    | 1994               |
| سفن دعم              |                    |                       |                    |                    |
| سفن بحوث هيدروغرافية | 804                | دار البيضاء           |                    | 2018               |
| الداخلة سي إل إس     | 408                | داود بن عائشة         |                    | 1997               |
| سفن بحوث هيدروغرافية | H-01               | H-01                  |                    | 2011               |
| دامن ستان تاغ 2208   | A2                 | المنقذ                |                    | 2015               |

### الطائرات
البحرية المغربية تستعمل حاليا طائرات دورية بحرية وثلاثة طائرات هليكوبتر من نوع النمر، ترافق الأسطول الصغير 11. قاعدته هي مطار محمد الخامس بالنواصر قرب مدينة الدار البيضاء، وتعمل في أوقات النقل والإنقاد في الفرقاطتين فلوريال.
كما تعاقدت على مروحيات لمكافحة الغواصات والسفن ASW و ASuW قادرة على حمل طوربيدات وصواريخ وكذلك على طائرات دورية بحرية Beech King Air 350ER مزودة برادار AESA ذو مدى 600 كلم ووصلة Link11 لنقل البيانات إلى الفرقاطات من اجل توجيه الصواريخ سطح-سطح.
| الطائرة                    | اصورة                  | في الخدمة              | بلد الصنع              | ملاحظة                                       |
| طائرات الدورية البحرية     | طائرات الدورية البحرية | طائرات الدورية البحرية | طائرات الدورية البحرية | طائرات الدورية البحرية                       |
| -------------------------- | ---------------------- | ---------------------- | ---------------------- | -------------------------------------------- |
| بريتن نورمان ديفندر        |                        | 14                     | المملكة المتحدة        | في الخدمة وتشغل من طرف القوات الجوية الملكية |
| بيتشكرافت سوبر كينغ إير    |                        | 2                      | الولايات المتحدة       | تم طلب 2 منها                                |
| المروحيات                  |                        |                        |                        |                                              |
| يوروكوبتر إيه إس 565 بانثر |                        | 3                      | فرنسا                  | في الخدمة                                    |
| بيل 412                    |                        | 2                      | الولايات المتحدة       | تم طلب 2 منها ستشغلان على فرقاطتي سيجما      |

### الغواصات
وأبدى المغرب في السنوات الأخيرة اهتماماً بتعزيز قدراته البحرية، بما في ذلك إمكانية الحصول على غواصات. يعتبر هذا جزءاً من استراتيجيته لتعزيز قوته العسكرية وتوسيع قدراته الدفاعية، خاصة في ظل التوترات الجيوسياسية في المنطقة وحماية مصالحه البحرية في المحيط الأطلسي والبحر الأبيض المتوسط، حيث نزلت كوريا الجنوبية بثقلها وعرضت غواصاتها KSS-III بمميزات أفضل من الخيارات الفرنسية والألمانية لإقناع المغرب.